# Колобово (Забайкальский край)
Колобово — село в Балейском районе Забайкальского края России. Входит в состав сельского поселения «Жидкинское».

## География
Село находится в северо-восточной части района, на правом берегу реки Унды, на расстоянии примерно 36 километров (по прямой) к северо-востоку от города Балей. Абсолютная высота — 641 метр над уровнем моря. Через Колобово проходит автодорога 76К-009.
Климат
Климат характеризуется как резко континентальный с продолжительной холодной малоснежной зимой. Абсолютный минимум температуры воздуха самого холодного месяца (января) составляет −45,5 °C; абсолютный максимум самого тёплого месяца (июля) — 39,2 °C. Среднегодовое количество атмосферных осадков составляет 308,3 мм.
Часовой пояс
Село Колобово находится в часовой зоне МСК+6. Смещение применяемого времени относительно UTC составляет +9:00.

## История
Было основано в 1736 году крестьянами, приписанными к Нерчинскому сереброплавильному заводу. Первые поселенцы, 6 семей Колобовых, переселились из Шуйского уезда Владимирской губернии в зачёт рекрутского набора. С 1851 году входило в состав станицы Ундинской 2-й пешей бригады Забайкальского казачьего войска. К 1920-м годам вошло в состав Житкинской волости.

## Население
| 1989 | 2002 | 2010 | 2021 |
| ---- | ---- | ---- | ---- |
| 440  | ↘378 | ↘311 | ↘239 |

Половой состав
По данным Всероссийской переписи населения 2010 года в гендерной структуре населения мужчины составляли 46,9 %, женщины — соответственно 53,1 %.
Национальный состав
Согласно результатам переписи 2002 года, в национальной структуре населения русские составляли 100 % из 378 чел.

## Инфраструктура
В селе функционируют начальная общеобразовательная школа, фельдшерско-акушерский пункт, дом культуры и библиотека.

## Улицы
Уличная сеть села состоит из девяти улиц.